# Wojciech Fibak
Wojciech Fibak (* 30. srpen 1952, Poznaň, Polsko) je bývalý polský profesionální tenista Jedinou účast v mužské čtyřhře na Australian Open proměnil roku 1978 v titul, na French Open v roce 1977 došli společně s Janem Kodešem až do finále debla. V průběhu své kariéry vyhrál 15 turnajů ATP ve dvouhře a 52 turnajů ve čtyřhře.

## Finále na Grand Slamu

### Čtyřhra 2 (1–1)
| Stav      | Rok  | Turnaj          | Povrch | Spoluhráč   | Soupeři                      | Výsledek           |
| Finalista | 1977 | French Open     | antuka | Jan Kodeš   | Brian Gottfried Raúl Ramírez | 7–6, 4–6, 6–3, 6–4 |
| Vítěz     | 1978 | Australian Open | tráva  | Kim Warwick | Paul Kronk Cliff Letcher     | 7–6, 7–5           |

## Vyhrané turnaje

### Dvouhra (15)
- 1976 (3x) - Vídeň, Bournemouth, Stockholm
- 1977 (2x) - Düsseldorf, Monterrey
- 1978 (1x) - Kolín nad Rýnem
- 1979 (2x) - Stuttgart, Denver
- 1980 (3x) - Sao Paulo, New Orleans, Dayton
- 1981 (1x) - Gstaad
- 1982 (3x) - Chicago, Paříž, Amsterdam

### Čtyřhra (52)
- 1975 (5x) - Londýn, Paříž, Louisville, Hilversum, Mnichov
- 1976 (7x) - Madrid, Teherán, Düsseldorf, Bournemouth, Monte Carlo, Barcelona
- 1977 (10x)- Stockholm, Barcelona, South Orange, Buenos Aires, Rotterdam, Monterrey, Toronto, Mexiko City, Richmond, Birmingham
- 1978 (10x) - Australian Open, Stockholm, Bazilej, Madrid, Woodlands, Montreal, Louisville, Hamburg, Houston
- 1979 (4x) - Mnichov, Stuttgart, Memphis, Philadelphia
- 1980 (3x) - Dayton, Stuttgart, Birmingham
- 1982 (2x) - Zell Am See, Štrasburg
- 1983 (1x) - Kitzbühel
- 1984 (4x) - Vídeň, Kolín nad Rýnem, Mnichov, Rotterdam
- 1985 (1x) - Gstaad
- 1986 (3x) - Vídeň, Metz, Toronto
- 1987 (2x) - Toulouse, Hilversum